# Dagestanski narodi
Dagestanski narodi, jedna od dviju glavnih grana nahsko-dagestanskih naroda naseljenih u sjeveroistočnom Kavkazu. Dagestanska grana sastoji se od tri glavne skupine od kojih svaka obuhvaća po nekoliko naroda. To su: 1) Laksko-darginski narodi: Lakci (Лакцы) ili Kazikumuhci, Darginci (Даргинцы) i manja plemena Kubačinci (Кубачинцы) i Kajtaki (Кайтагцы). 2) Avarsko-andodidojski narodi: Tindali (Тиндалы), Andinci (Андинцы), Karatinci (Каратинцы), Hvaršini (Хваршины), Didojci (Дидойцы) poznati i kao Cezi (Цезы), Avarci (Аварцы), Ahvahci ili Ahvahi (Ахвахцы), Bagulali (Багулалы), Bežtinci (Бежтинцы), Botlihci (Ботлихцы), Godoberinci (Годоберинцы), Ginuhci (Гинухцы), Gunzibci (Гунзибцы), Čamalali (Чамалалы); 3) Lezginski narodi: Aguli (Агулы), Arčinci (Арчинцы), Lezginci (Lezgini; Лезгины), Rutuli ili Rutulci (Рутульцы), Cahuri (Цахуры).